# Skrol
Skrol ist eine Avantgarde-Martial-Industrial- und Post-Industrial-Band aus Prag, Tschechien, die 1995 gegründet wurde, bis 2004 aktiv war und 2010 wieder aufgenommen wurde. Es besteht aus dem Komponisten und Keyboarder Vladimír Hirsch, der Sängerin Martina Sanollová und einem nicht aufführenden Mitglied, Tom Saivon, der für Geräuschstrukturen und Texte sorgt.

## Stil
Die Musik basiert auf der Integration Neoklassischer Kompositionsprinzipien in industrielle Strukturen, mit schweren Kampfrhythmen, symphonischer Anordnung von Elektronik, klassischer Orgel, Streichern und Blechbläsern.
Die intensive Atmosphäre wird durch den ekstatischen und extrem feurigen Ausdruck des Sängers gekrönt. Dieses tschechische Trio ist in die Geschichte der europäischen Avantgarde eingegangen und verbindet militärische Rhythmen, industrielle Ästhetik, orchestrale Klänge, Rock und slawische Harmonien.

## Diskografie
Alben
- Heretical Antiphony, CD, 1999 M.D.Propaganda (Deutschland)
- Insomnia Dei, CD, 2001 Chromozome Records (USA) & RRRecords; 2003 M.D.Propaganda (Deutschland),
- Dances And Marches for the Orphan Age, CD, 2005 Dagaz Music (Portugal)
- New Laws / New Orders, CD, 2009 Twilight Records (Argentinien)
- Live, CDr, 2011, Integrated Music Records (Tschechien)

10"
- Martyria, 10-inch, 1998 Power & Steel – LOKI Foundation (Deutschland)

Mini-Album
- Aegis, CatchArrow Recordings, CDr, 1998 (Tschechien)

Beiträge zu Kompilationen
- Various Artists: Thorak (Ewigkeit), CD, 1998 VAWS 2003 (Deutschland)
- Various Artists: Behind The Iron Curtain / Ten Years of Madness (Fall A Prey), 2 CD, 2000 Achtung Baby! (Russland)
- Various Artists: Wroclaw Industrial Festival / 10th Anniversary Compilation (Dei Irae II), digital, 2011 Bleak (Polen)

Videoaufnahme
- What Te Eye Have Seen Have Not Seen, 1998 Ars Morta Universum (Tschechien)